# Crataegus pringlei
Crataegus pringlei är en rosväxtart som beskrevs av Charles Sprague Sargent. Crataegus pringlei ingår i Hagtornssläktet som ingår i familjen rosväxter. Inga underarter finns listade i Catalogue of Life.